# Steganacarus excavatus
Steganacarus excavatus är en kvalsterart som först beskrevs av Wojciech Niedbała 1981.  Steganacarus excavatus ingår i släktet Steganacarus och familjen Phthiracaridae. Inga underarter finns listade i Catalogue of Life.